# Attila Hadnagy
Attila László Hadnagy (sinh ngày 8 tháng 9 năm 1980) là một cầu thủ bóng đá người România thi đấu ở vị trí Tiền đạo cho Sepsi Sfântu Gheorghe. Anh thi đấu ở Liga I cho Brașov và Botoșani.

## Sự nghiệp câu lạc bộ
Hadnagy từng thi đấu cho Oltul Sfântu Gheorghe, Petrolul Ploiești và Brașov. Vào mùa hè năm 2006 có lời đồn rằng, anh có lời mời thi đấu tại Liga I của România, nhưng nghe rằng FC Brașov bày tỏ quan tâm đến anh, anh quyết định thi đấu cho họ ở Liga II. Anh là vua phá lưới của Liga II với 24 bàn thắng. Sau đó anh lên chơi ở giải cao nhất cùng với câu lạc bộ.

## Thống kê sự nghiệp

### Câu lạc bộ
Tính đến 14 tháng 4 năm 2018
| Câu lạc bộ            | Mùa giải            | Giải vô địch | Giải vô địch | Cúp     | Cúp       | Cúp Liên đoàn | Cúp Liên đoàn | Châu Âu | Châu Âu   | Khác    | Khác      | Tổng cộng | Tổng cộng | Tổng cộng |
| Câu lạc bộ            | Mùa giải            | Số trận      | Bàn thắng    | Số trận | Bàn thắng | Số trận       | Bàn thắng     | Số trận | Bàn thắng | Số trận | Bàn thắng | Số trận   | Bàn thắng |           |
| --------------------- | ------------------- | ------------ | ------------ | ------- | --------- | ------------- | ------------- | ------- | --------- | ------- | --------- | --------- | --------- | --------- |
| Oltul Sfântu Gheorghe | 1998–99             | ?            | ?            | –       | –         | –             | –             | –       | –         | –       | –         | ?         | ?         |           |
| Oltul Sfântu Gheorghe | 1999–00             | ?            | ?            | –       | –         | –             | –             | –       | –         | –       | –         | ?         | ?         |           |
| Oltul Sfântu Gheorghe | 2000–01             | ?            | ?            | –       | –         | –             | –             | –       | –         | –       | –         | ?         | ?         |           |
| Oltul Sfântu Gheorghe | 2001–02             | ?            | ?            | –       | –         | –             | –             | –       | –         | –       | –         | ?         | ?         |           |
| Oltul Sfântu Gheorghe | 2002–03             | ?            | ?            | –       | –         | –             | –             | –       | –         | –       | –         | ?         | ?         |           |
| Oltul Sfântu Gheorghe | 2003–04             | ?            | ?            | –       | –         | –             | –             | –       | –         | –       | –         | ?         | ?         |           |
| Tổng cộng             | Tổng cộng           | 75           | 51           | –       | –         | –             | –             | –       | –         | –       | –         | 75        | 51        |           |
| FC Petrolul Ploiești  | 2004–05             | ?            | ?            | –       | –         | –             | –             | –       | –         | –       | –         | ?         | ?         |           |
| FC Petrolul Ploiești  | 2005–06             | ?            | ?            | 2       | 1         | –             | –             | –       | –         | –       | –         | ?         | ?         |           |
| FC Petrolul Ploiești  | 2006–07             | ?            | ?            | –       | –         | –             | –             | –       | –         | –       | –         | ?         | ?         |           |
| Tổng cộng             | Tổng cộng           | 67           | 28           | 2       | 1         | –             | –             | –       | –         | –       | –         | 69        | 29        |           |
| Brașov                | 2007–08             | 31           | 24           | –       | –         | –             | –             | –       | –         | –       | –         | 31        | 24        |           |
| Brașov                | 2008–09             | 24           | 3            | 0       | 0         | –             | –             | –       | –         | –       | –         | 24        | 3         |           |
| Brașov                | 2009–10             | 22           | 4            | 1       | 0         | –             | –             | –       | –         | –       | –         | 23        | 4         |           |
| Brașov                | 2010–11             | 24           | 2            | 1       | 0         | –             | –             | –       | –         | –       | –         | 25        | 2         |           |
| Brașov                | 2011–12             | 25           | 3            | 1       | 0         | –             | –             | –       | –         | –       | –         | 26        | 3         |           |
| Brașov                | 2012–13             | 11           | 1            | 1       | 0         | –             | –             | –       | –         | –       | –         | 12        | 1         |           |
| Tổng cộng             | Tổng cộng           | 137          | 37           | 4       | 0         | –             | –             | –       | –         | –       | –         | 141       | 37        |           |
| Botoșani              | 2012–13             | 9            | 5            | –       | –         | –             | –             | –       | –         | –       | –         | 9         | 5         |           |
| Botoșani              | 2013–14             | 29           | 8            | 0       | 0         | –             | –             | –       | –         | –       | –         | 29        | 8         |           |
| Botoșani              | 2014–15             | 29           | 9            | 0       | 0         | 1             | 1             | –       | –         | –       | –         | 30        | 10        |           |
| Botoșani              | 2015–16             | 27           | 6            | 1       | 0         | 1             | 0             | 3       | 0         | –       | –         | 32        | 6         |           |
| Tổng cộng             | Tổng cộng           | 94           | 28           | 1       | 0         | 2             | 1             | 3       | 0         | –       | –         | 100       | 29        |           |
| Sepsi Sfântu Gheorghe | 2016–17             | 31           | 28           | 1       | 0         | –             | –             | –       | –         | –       | –         | 32        | 28        |           |
|                       | 2017–18             | 23           | 5            | 0       | 0         |               |               |         |           |         |           | 23        | 5         |           |
| Tổng cộng             | Tổng cộng           | 54           | 33           | 1       | 0         | –             | –             | –       | –         | –       | –         | 54        | 33        |           |
| Tổng cộng sự nghiệp   | Tổng cộng sự nghiệp | 426          | 177          | 8       | 1         | 2             | 1             | 3       | 0         | –       | –         | 440       | 179       |           |